# Goya-díj a legjobb női mellékszereplőnek
A legjobb női mellékszereplőnek járó Goya-díjat az 1987-ben megtartott, 1. díjátadó óta osztják ki. 
A legtöbbször, két-két alkalommal Verónica Forqué, Rosa Maria Sardà, María Barranco és Candela Peña vehette át a díjat. Chus Lampreave és Terele Pávez kapta a legtöbb, hat jelölést, ebből mindketten egyszer győzedelmeskedtek.

## Győztesek és jelöltek
A kialakult gyakorlat szerint az Év oszlop a megjelenés dátumára utal, a tényleges díjátadót a következő évben tartották meg: például az 1999-es év legjobb női mellékszereplője díját a 2000-es díjkiosztó ceremónián adták át. 
Az alábbi listában minden évnél az első helyen a győztes áll, őt követi a többi jelölt.

### 1980-as évek
| Év              | Színésznő          | Színésznő                                | Szerep                                   | Magyar cím                               | Eredeti cím         |
| 1986 (1. gála)  |                    |                                          |                                          |                                          |                     |
| --------------- | ------------------ | ---------------------------------------- | ---------------------------------------- | ---------------------------------------- | ------------------- |
| 1986 (1. gála)  |                    | Verónica Forqué                          | Irene                                    | A fények éve                             | El año de las luces |
| 1986 (1. gála)  | Chus Lampreave     | Doña Tránsito                            | A fények éve                             | El año de las luces                      |                     |
| 1986 (1. gála)  | María Luisa Ponte  | Alejandra                                |                                          | El hermano bastardo de Dios              |                     |
| 1987 (2. gála)  |                    |                                          |                                          |                                          |                     |
|                 | Verónica Forqué    | Monique                                  |                                          | Moros y cristianos                       |                     |
| Marisa Paredes  | Olga               |                                          | Cara de acelga                           |                                          |                     |
| Terele Pávez    | Teresa             |                                          | Laura, del cielo llega la noche          |                                          |                     |
| 1988 (3. gála)  |                    |                                          |                                          |                                          |                     |
|                 | María Barranco     | Candela                                  | Asszonyok a teljes idegösszeomlás szélén | Mujeres al borde de un ataque de nervios |                     |
| Laura Cepeda    | rendőrnő           |                                          | Baton Rouge                              |                                          |                     |
| Chus Lampreave  | Emilia             |                                          | Espérame en el cielo                     |                                          |                     |
| Terele Pávez    | Madre              |                                          | Diario de invierno                       |                                          |                     |
| Julieta Serrano | Lucía              | Asszonyok a teljes idegösszeomlás szélén | Mujeres al borde de un ataque de nervios |                                          |                     |
| 1989 (4. gála)  |                    |                                          |                                          |                                          |                     |
|                 | María Asquerino    | Marcela                                  |                                          | El mar y el tiempo                       |                     |
| María Barranco  | Nena Colman        |                                          | Las cosas del querer                     |                                          |                     |
| Chus Lampreave  | Doña Antonia       | Csokiért a mórhoz                        | Bajarse al moro                          |                                          |                     |
| Amparo Rivelles | Isabel de Farnesio |                                          | Esquilache                               |                                          |                     |
| Concha Velasco  | Pastora Patermo    |                                          | Esquilache                               |                                          |                     |

### 1990-es évek
| Év                  | Színésznő         | Színésznő                  | Szerep                                      | Magyar cím                                         | Eredeti cím        |
| 1990 (5. gála)      |                   |                            |                                             |                                                    |                    |
| ------------------- | ----------------- | -------------------------- | ------------------------------------------- | -------------------------------------------------- | ------------------ |
| 1990 (5. gála)      |                   | María Barranco             | Ely                                         |                                                    | Las edades de Lulú |
| 1990 (5. gála)      | Rosario Flores    | Rosario                    | Szemben az árral                            | Contra el viento                                   |                    |
| 1990 (5. gála)      | Loles León        | Lola Osorio                | Kötözz meg és ölelj!                        | ¡Átame!                                            |                    |
| 1991 (6. gála)      |                   |                            |                                             |                                                    |                    |
|                     | Kiti Manver       | Verónica                   |                                             | Todo por la pasta                                  |                    |
| María Barranco      | Lucrecia          | Az elképedt király         | El rey pasmado                              |                                                    |                    |
| Cristina Marcos     | Paula             | Tűsarok                    | Tacones lejanos                             |                                                    |                    |
| 1992 (7. gála)      |                   |                            |                                             |                                                    |                    |
|                     | Chus Lampreave    | Doña Asun                  | Belle Époque                                | Belle Époque                                       |                    |
| Mary Carmen Ramírez | Amalia            | Belle Époque               | Belle Époque                                |                                                    |                    |
| Pastora Vega        | Charo             |                            | Demasiado corazón                           |                                                    |                    |
| 1993 (8. gála)      |                   |                            |                                             |                                                    |                    |
|                     | Rosa Maria Sardà  | Sole                       |                                             | ¿Por qué lo llaman amor cuando quieren decir sexo? |                    |
| María Barranco      | Carmen            | Vörös mókus                | La ardilla roja                             |                                                    |                    |
| Rossy de Palma      | Juana             |                            | Kika                                        |                                                    |                    |
| 1994 (9. gála)      |                   |                            |                                             |                                                    |                    |
|                     | María Luisa Ponte | Madre Tornera              |                                             | Canción de cuna                                    |                    |
| Sílvia Munt         | Laura             |                            | La pasión turca                             |                                                    |                    |
| Candela Peña        | Vanesa            | Megszámlált napok          | Días contados                               |                                                    |                    |
| 1995 (10. gála)     |                   |                            |                                             |                                                    |                    |
|                     | Pilar Bardem      | Doña Julia                 | Senki sem fog beszélni rólunk, ha meghalunk | Nadie hablará de nosotras cuando hayamos muerto    |                    |
| Chus Lampreave      | Leo anyja         | Titkom virága              | La flor de mi secreto                       |                                                    |                    |
| Rossy de Palma      | Rosa              | Titkom virága              | La flor de mi secreto                       |                                                    |                    |
| 1996 (11. gála)     |                   |                            |                                             |                                                    |                    |
|                     | Mary Carrillo     | Ama                        | A kert túloldalán                           | Más allá del jardín                                |                    |
| Loles León          | Charo             |                            | Libertarias                                 |                                                    |                    |
| Maribel Verdú       | Areusa            |                            | La Celestina                                |                                                    |                    |
| 1997 (12. gála)     |                   |                            |                                             |                                                    |                    |
|                     | Charo López       | María                      | A szív titkai                               | Secretos del corazón                               |                    |
| Ángela Molina       | Clara             | Eleven hús                 | Carne trémula                               |                                                    |                    |
| Vicky Peña          | Rosa              | A szív titkai              | Secretos del corazón                        |                                                    |                    |
| 1998 (13. gála)     |                   |                            |                                             |                                                    |                    |
|                     | Adriana Ozores    | Flora                      |                                             | La hora de los valientes                           |                    |
| Loles León          | Trini Morenos     | Álomlány                   | La niña de tus ojos                         |                                                    |                    |
| Rosa Maria Sardà    | Rosa Rosales      | Álomlány                   | La niña de tus ojos                         |                                                    |                    |
| Alicia Sánchez      | Carmen            | Barrio – Külvárosi utcák   | Barrio                                      |                                                    |                    |
| 1999 (14. gála)     |                   |                            |                                             |                                                    |                    |
|                     | María Galiana     | Rosa                       | Magány                                      | Solas                                              |                    |
| Adriana Ozores      | Ana               | Ha majd visszatérsz hozzám | Cuando vuelvas a mi lado                    |                                                    |                    |
| Julieta Serrano     | Aunt Rafaela      | Ha majd visszatérsz hozzám | Cuando vuelvas a mi lado                    |                                                    |                    |
| Candela Peña        | Nina Cruz         | Mindent anyámról           | Todo sobre mi madre                         |                                                    |                    |

### 2000-es évek
| Év                   | Színésznő         | Színésznő                   | Szerep                    | Magyar cím                    | Eredeti cím              |
| 2000 (15. gála)      |                   |                             |                           |                               |                          |
| -------------------- | ----------------- | --------------------------- | ------------------------- | ----------------------------- | ------------------------ |
| 2000 (15. gála)      |                   | Julia Gutiérrez Caba        | Gala néni                 | Te vagy az egyetlen           | Una historia de entonces |
| 2000 (15. gála)      | Chusa Barbero     | Marian                      |                           | {Besos para todos             |                          |
| 2000 (15. gála)      | Terele Pávez      | Ramona                      | A közösség                | La comunidad                  |                          |
| 2000 (15. gála)      | Ana Fernández     | Pilara                      | Te vagy az egyetlen       | Una historia de entonces      |                          |
| 2001 (16. gála)      |                   |                             |                           |                               |                          |
|                      | Rosa Maria Sardà  | Ronda                       |                           | Sin vergüenza                 |                          |
| Elena Anaya          | Belén             | A szex és Lucia             | Lucía y el sexo           |                               |                          |
| Najwa Nimri          | Elena             | A szex és Lucia             | Lucía y el sexo           |                               |                          |
| Rosana Pastor        | Elvira            | Őrült Johanna               | Juana la Loca             |                               |                          |
| 2002 (17. gála)      |                   |                             |                           |                               |                          |
|                      | Geraldine Chaplin | Marie                       | Város határok nélkül      | En la ciudad sin límites      |                          |
| María Esteve         | Pilar             | Vágyastársak                | El otro lado de la cama   |                               |                          |
| Mar Regueras         | Natalia           |                             | Rencor                    |                               |                          |
| Tina Sainz           | Melchora          |                             | Historia de un beso       |                               |                          |
| 2003 (18. gála)      |                   |                             |                           |                               |                          |
|                      | Candela Peña      | Ana                         | Többet ne!                | Te doy mis ojos               |                          |
| María Botto          | Conchi            | Salamina katonái            | Soldados de Salamina      |                               |                          |
| Mónica López         | Irene             | A városban                  | En la ciudad              |                               |                          |
| María Pujalte        | Beatriz           | Ácsceruza                   | El lápiz del carpintero   |                               |                          |
| 2004 (19. gála)      |                   |                             |                           |                               |                          |
|                      | Mabel Rivera      | Manuela                     | A belső tenger            | Mar adentro                   |                          |
| Silvia Abascal       | Begoña            | A farkas                    | El lobo                   |                               |                          |
| Victoria Abril       | Luciana           | A hetedik nap               | El 7° día                 |                               |                          |
| Mercedes Sampietro   | Mrs. Mingarro     | Tudat alatt                 | Inconscientes             |                               |                          |
| 2005 (20. gála)      |                   |                             |                           |                               |                          |
|                      | Elvira Mínguez    | Raquel                      | Tapas                     | Tapas                         |                          |
| Marta Etura          | Clara             | Hogy el ne felejts          | Para que no me olvides    |                               |                          |
| Pilar López de Ayala | Maestra           |                             | Obaba                     |                               |                          |
| Verónica Sánchez     | La Chispa         |                             | Camarón                   |                               |                          |
| 2006 (21. gála)      |                   |                             |                           |                               |                          |
|                      | Carmen Maura      | Irene Trujillo              | Volver                    | Volver                        |                          |
| Ariadna Gil          | María de Castro   | Alatriste kapitány          | Alatriste                 |                               |                          |
| Lola Dueñas          | Soledad           | Volver                      | Volver                    |                               |                          |
| Blanca Portillo      | Agustina          | Volver                      | Volver                    |                               |                          |
| 2007 (22. gála)      |                   |                             |                           |                               |                          |
|                      | Amparo Baró       | Emilia                      | Hét francia biliárdasztal | Siete mesas de billar francés |                          |
| Geraldine Chaplin    | Aurora            | Árvaház                     | El orfanato               |                               |                          |
| Nuria González       | Carmen            | Mataharik                   | Mataharis                 |                               |                          |
| María Vázquez        | Inés              | Mataharik                   | Mataharis                 |                               |                          |
| 2008 (23. gála)      |                   |                             |                           |                               |                          |
|                      | Penélope Cruz     | María Elena                 | Vicky Cristina Barcelona  | Vicky Cristina Barcelona      |                          |
| Elvira Mínguez       | Merche            | Gyávák                      | Cobardes                  |                               |                          |
| Rosana Pastor        | Juana Coello      | Az El Escorial-összeesküvés | La conjura de El Escorial |                               |                          |
| Tina Sainz           | Doña Restituta    |                             | Sangre de mayo            |                               |                          |
| 2009 (24. gála)      |                   |                             |                           |                               |                          |
|                      | Marta Etura       | Elena                       | 211-es cella              | Celda 211                     |                          |
| Pilar Castro         | Pilar             | Kövéren szép az élet        | Gordos                    |                               |                          |
| Verónica Sánchez     | Paula             | Kövéren szép az élet        | Gordos                    |                               |                          |
| Vicky Peña           | Doña Luisa        | A költő életei              | El cónsul de Sodoma       |                               |                          |

### 2010-es évek
| Év                   | Színésznő                  | Színésznő                     | Szerep                         | Magyar cím                 | Eredeti cím |
| 2010 (25. gála)      |                            |                               |                                |                            |             |
| -------------------- | -------------------------- | ----------------------------- | ------------------------------ | -------------------------- | ----------- |
| 2010 (25. gála)      |                            | Laia Marull                   | Pauleta                        | Fekete lelkek              | Pa negre    |
| 2010 (25. gála)      | Pilar López de Ayala       | Elena Osorio                  |                                | Lope                       |             |
| 2010 (25. gála)      | Terele Pávez               | Dolores                       | Egy őrült szerelem balladája   | Balada triste de trompeta  |             |
| 2010 (25. gála)      | Ana Wagener                | Bea                           | Biutiful                       | Biutiful                   |             |
| 2011 (26. gála)      |                            |                               |                                |                            |             |
|                      | Ana Wagener                | Mercedes                      | Az alvó hang                   | La voz dormida             |             |
| Pilar López de Ayala | Luisa                      | Betolakodók                   | Intruders                      |                            |             |
| Goya Toledo          | Mari Luz                   |                               | Maktub                         |                            |             |
| Maribel Verdú        | Inés                       |                               | De tu ventana a la mía         |                            |             |
| 2012 (27. gála)      |                            |                               |                                |                            |             |
|                      | Candela Peña               | Mamen                         | Péntek Barcelonában            | Una pistola en cada mano   |             |
| Chus Lampreave       | María                      |                               | El artista y la modelo         |                            |             |
| María León           | María                      | Carmina megoldja              | Carmina o revienta             |                            |             |
| Ángela Molina        | Doña Concha                | Hófehérke                     | Blancanieves                   |                            |             |
| 2013 (28. gála)      |                            |                               |                                |                            |             |
|                      | Terele Pávez               | Maritxu                       | Bűbáj és kéjelgés              | Las brujas de Zugarramurdi |             |
| Nathalie Poza        | Andrea                     |                               | Todas las mujeres              |                            |             |
| Susi Sánchez         | anya                       |                               | 10.000 noches en ninguna parte |                            |             |
| Maribel Verdú        | Margo Aguirre              | 15 év és egy nap              | 15 años y un día               |                            |             |
| 2014 (29. gála)      |                            |                               |                                |                            |             |
|                      | Carmen Machi               | Merche / Anne                 | Spanyol affér                  | Ocho apellidos vascos      |             |
| Bárbara Lennie       | Eva                        | El Nino – a kölyök            | El Niño                        |                            |             |
| Mercedes León        | Mrs. Casa Soto             | Mocsárvidék                   | La isla mínima                 |                            |             |
| Goya Toledo          | Virginia                   |                               | Marsella                       |                            |             |
| 2015 (30. gála)      |                            |                               |                                |                            |             |
|                      | Luisa Gavasa               | anya                          | Az ara                         | La novia                   |             |
| Marian Álvarez       | Cati Martín                |                               | Felices 140                    |                            |             |
| Nora Navas           | Martina Ruiz               |                               | Felices 140                    |                            |             |
| Elvira Mínguez       | Belén                      | Megtorlás                     | El desconocido                 |                            |             |
| 2016 (31. gála)      |                            |                               |                                |                            |             |
|                      | Emma Suárez                | Ana Nieto                     | A következő bőr                | La próxima piel            |             |
| Terele Pávez         | Antonia                    | Nyitott ajtó                  | La puerta abierta              |                            |             |
| Candela Peña         | María Candelaria Rodríguez | Szex receptre                 | Kiki, el amor se hace          |                            |             |
| Sigourney Weaver     | Mrs. Clayton               | Váratlan jóbarát              | A Monster Calls                |                            |             |
| 2017 (32. gála)      |                            |                               |                                |                            |             |
|                      | Adelfa Calvo               | Lola                          | Az író                         | El autor                   |             |
| Anna Castillo        | Susana Romero              |                               | La llamada                     |                            |             |
| Belén Cuesta         | Hermana Milagros           |                               | La llamada                     |                            |             |
| Lola Dueñas          | Blanca Miralles            |                               | No sé decir adiós              |                            |             |
| 2018 (33. gála)      |                            |                               |                                |                            |             |
|                      | Carolina Yuste             | Paqui                         | Carmen és Lola                 | Carmen y Lola              |             |
| Anna Castillo        | Leonor Hernández           | Utazás egy édesanya szobájába | Viaje al cuarto de una madre   |                            |             |
| Natalia de Molina    | Marta                      |                               | Quién te cantará               |                            |             |
| Ana Wagener          | Asunción Ceballos          | A rendszer                    | El reino                       |                            |             |
| 2019 (34. gála)      |                            |                               |                                |                            |             |
|                      | Julieta Serrano            | Jacinta Mallo                 | Fájdalom és dicsőség           | Dolor y gloria             |             |
| Mona Martínez        | María Santos               | Ég veled                      | Adiós                          |                            |             |
| Natalia de Molina    | Triana                     | Ég veled                      | Adiós                          |                            |             |
| Nathalie Poza        | Ana Carrasco               | Amíg a háború tart            | Mientras dure la guerra        |                            |             |

### 2020-as évek
| Év                   | Színésznő          | Színésznő                     | Szerep                         | Magyar cím                | Eredeti cím     |
| 2020 (35. gála)      |                    |                               |                                |                           |                 |
| -------------------- | ------------------ | ----------------------------- | ------------------------------ | ------------------------- | --------------- |
| 2020 (35. gála)      |                    | Nathalie Poza                 | Violeta Román                  | Rosa esküvője             | La boda de Rosa |
| 2020 (35. gála)      | Juana Acosta       | Sara Palacios                 | Lakás extrával                 | El inconveniente          |                 |
| 2020 (35. gála)      | Verónica Echegui   | Amparo                        |                                | Explota Explota           |                 |
| 2020 (35. gála)      | Natalia de Molina  | Adela                         | A lányok                       | Las niñas                 |                 |
| 2021 (36. gála)      |                    |                               |                                |                           |                 |
|                      | Nora Navas         | Teresa Vidal                  | Szabadság                      | Libertad                  |                 |
| Sonia Almarcha       | Adela              | A jó főnök                    | El buen patrón                 |                           |                 |
| Aitana Sánchez-Gijón | Teresa Ferreras    | Párhuzamos anyák              | Madres paralelas               |                           |                 |
| Milena Smit          | Ana Manso Ferreras | Párhuzamos anyák              | Madres paralelas               |                           |                 |
| 2022 (37. gála)      |                    |                               |                                |                           |                 |
|                      | Susi Sánchez       | Begoña Arranz                 | Altatódal                      | Cinco lobitos             |                 |
| Marie Colomb         | Marie Denis        | Szörnyetegek                  | As bestas                      |                           |                 |
| Penélope Cruz        | Azucena            |                               | En los márgenes                |                           |                 |
| Carmen Machi         | Asun               | Röfi                          | Cerdita                        |                           |                 |
| Ángela Cervantes     | Penélope           | Gyerekek gyerekkel            | La maternal                    |                           |                 |
| 2023 (38. gála)      |                    |                               |                                |                           |                 |
|                      | Ane Gabarain       | Lourdes                       | A méhek húszezer fajtája       | 20.000 especies de abejas |                 |
| Luisa Gavasa         | Charo              | A tanár, aki a tengert ígérte | El maestro que prometió el mar |                           |                 |
| Itziar Lazkano       | Lita               | A méhek húszezer fajtája      | 20.000 especies de abejas      |                           |                 |
| Clara Segura         | Diana              |                               | Creatura                       |                           |                 |
| Ana Torrent          | Ana Arenas         |                               | Cerrar los ojos                |                           |                 |
| 2024 (39. gála)      |                    |                               |                                |                           |                 |
|                      | Clara Segura       | Carmen                        |                                | El 47                     |                 |
| Nausicaa Bonnín      | Andrea             |                               | La infiltrada                  |                           |                 |
| Macarena García      | Marta              |                               | Casa en flames                 |                           |                 |
| Maria Rodríguez Soto | Júlia              |                               | Casa en flames                 |                           |                 |
| Aixa Villagrán       | Macarena           |                               | La virgen roja                 |                           |                 |

## Rekordok

### Többszörös győzelmek
2 győzelem
- Verónica Forqué
- Rosa Maria Sardà
- María Barranco
- Candela Peña

### Többszörös jelölések
| 6 jelölés - Chus Lampreave - Terele Pávez 5 jelölés - María Barranco - Candela Peña | 3 jelölés - Loles León - Pilar López de Ayala - Maribel Verdú - Elvira Mínguez - Julieta Serrano - Ana Wagener - Rosa Maria Sardà - Nathalie Poza - Natalia de Molina |

## Fordítás
- Ez a szócikk részben vagy egészben  a   Goya Award for Best Supporting Actress című angol Wikipédia-szócikk ezen változatának fordításán alapul.  Az eredeti cikk szerkesztőit annak laptörténete sorolja fel. Ez a jelzés csupán a megfogalmazás eredetét és a szerzői jogokat jelzi, nem szolgál a cikkben szereplő információk forrásmegjelöléseként.